# Dubán Prado
Dubán Andrés Prado (El Carmen, Norte de Santander, Colombia, 22 de mayo de 1990) es un actor de cine, teatro y televisión, cantante, bailarín y presentador de televisión colombiano, reconocido por su participación en las series de televisión Siempre bruja, El Bronx, Los medallistas y en la película Pickpockets: Maestros del robo.

## Carrera
Prado abandonó su ciudad natal para trasladarse a Bogotá, donde inicialmente tuvo que realizar varios trabajos informales antes de lograr reconocimiento como actor. En 2010 se presentó en el concurso de telerrealidad Protagonistas de Nuestra Tele, pero no logró ingresar en la casa estudio. Sin embargo, esta experiencia le dio la posibilidad de darse a conocer en los medios bogotanos, formándose en el mundo del teatro y logrando, de la mano de su mánager María Emilia Kamper, convertirse en presentador del programa de deportes 40x40 de Canal Capital, por el cual obtuvo una nominación a los Premios TV y Novelas en la categoría de mejor presentador de televisión en un canal regional.
A partir del año 2013 empezó a figurar en grandes producciones para televisión en Colombia, específicamente en las series Tres Caínes y El Chivo. En 2016 tuvo una pequeña participación en la serie de televisión de Netflix Narcos y un año después integró el elenco de la serie El Comandante, basada en la vida del exmandatario venezolano Hugo Chávez Frías, interpretando el papel de Maikel Pérez. En 2018 protagonizó junto a Natalia Reyes, Ulises González y Carlos Bardem el largometraje Pickpockets: Maestros del robo, dirigido por el cineasta británico Peter Webber.
En 2019 protagonizó dos series de televisión, El Bronx para Caracol Televisión, en la que interpretó el papel de San Andrés,
En 2019 y 2020 participó en Siempre bruja  donde interpretó a Daniel en Netflix.
En 2021 se unió al elenco principal de Siempre fui yo, serie original de Disney+, interpretando a Sammy.
En 2022 participa en Enfermeras producción del Canal RCN interpretando a Lucas Lujan

## Filmografía

### Televisión
| Año       | Título          | Personaje                     |
| --------- | --------------- | ----------------------------- |
| 2023      | Los medallistas | Norbey Alvear Orejuela        |
| 2022-2024 | Siempre fui yo  | Samuel "Sammy" García Herrera |
| 2022      | Enfermeras      | Lucas Lujan                   |
| 2019-2020 | Siempre bruja   | Daniel                        |
| 2019      | Inmigrantes     |                               |
| 2019      | El Bronx        | San Andrés                    |
| 2017      | El Comandante   | Maikel Pérez                  |
| 2016      | Narcos          |                               |
| 2016      | Azúcar          |                               |
| 2014      | El Chivo        |                               |
| 2013      | Tres Caínes     | Alias Tyson                   |

## Cine
| Año  | Título                         | Personaje |
| ---- | ------------------------------ | --------- |
| 2018 | Pickpockets: Maestros del robo | Doggy     |